# Lac Aciminik
Lac Aciminik är en sjö i Kanada.   Den ligger i regionen Mauricie och provinsen Québec, i den sydöstra delen av landet, 400 km norr om huvudstaden Ottawa. Lac Aciminik ligger 408 meter över havet. Arean är 1,7 kvadratkilometer. Den sträcker sig 2,6 kilometer i nord-sydlig riktning, och 1,7 kilometer i öst-västlig riktning.
Trakten runt Lac Aciminik är nära nog obefolkad, med mindre än två invånare per kvadratkilometer.